# Manguster
Manguster (Herpestidae) er en familie af kattelignende rovdyr hjemmehørende i Sydøstasien, Mellemøsten, Afrika og Sydeuropa. Flere arter er tillige indført til Caribien, Fiji og Hawaii. Tidligere var også 6 arter af små rovdyr fra Madagaskar inkluderet i Mangust-familien, men genetiske undersøgelser har vist at de hører til i familien Eupleridae (Madagaskarrovdyr). De 34 arter spænder fra 24 til 58 cm i længden (fraregnet halen) og vejer fra 320 g (dværgmangust) til 5 kg (hvidhalet mangust) Manguster opdeles i to underfamilier: solitære og sociale manguster.
Manguster har en slående lighed med mårdyr (mustelider) med deres spidse snuder, lange slanke krop, små, afrundede ører, korte ben og lange, aftagende haler. Klørene kan ikke trækkes ind i poterne (som hos katte) og bruges primært til grave. Pupillen er vandret rektangulær, som f.eks. også hos geder. De fleste arter har en stor anal duftkirtel, der anvendes til afmærkning af territorier og i forbindelse med parring.
I modsætning til de trælevende og primært nataktive desmerdyr er manguster mere knyttet til jorden og mange er dagaktive. Føden er primært insekter , krebsdyr , regnorme , firben , fugle og gnavere, men også æg og ådsler .
Manguster, i særdeleshed den indiske grå mangust er kendte for deres evne til at dræbe giftige slanger, især kobraslanger. Deres evne skyldes dels deres smidighed, hurtighed og tykke pels, og dels specialiserede acetylcholinreceptorer i musklerne, som gør dem resistente over for slangegift. . Manguster undgår dog generelt kobraslanger og slår dem ikke ihjel for at spise dem.

## Manguster i kulturen
Manguster optræder hyppigt i folklore og kultur. En meget kendt fiktiv mangust er Rikki-Tikki-Tavi, beskrevet af Rudyard Kipling i en novelle af samme navn i Junglebogen (1894). I historien redder Rikki-Tikki-Tavi sin menneskefamilie fra en giftslange (en krait) og to kobraer, Nag og Nagaina.
En anden velkent fiktiv mangust er Timon fra Walt Disneys Løvernes Konge. Timon er en surikat.

### Systematik
- Familie Herpestidae
  - Underfamile Herpestinae (solitære manguster)
    - sumpmangust, almindelig mangust, faraorotte, krabbemangust, hvidhalet mangust m.fl.

  - Underfamilie Mungotinae (sociale manguster)
    - kusimans, zebramangust, rævemangust, dværgmangust, surikat m.fl.